# 김유진 (미스코리아)
김유진(1989년 4월 10일 ~ )은 대한민국의 2012년 미스코리아 미(美)이다.

## 프로필
- 출생: 1989년 4월 10일
- 신체: 175.1cm, 53.2kg, 34-24-35
- 학력: 숙명여자대학교 정보방송학과
- 수상: 2012년 미스코리아 미(美), 2012년 미스코리아 서울 미(美)
- 취미: 운동, 여행
- 특기: 영어, 요리